# Ephraim Longworth
Ephraim Longworth (né le 2 octobre 1887 - mort le 7 janvier 1968) était un joueur de football anglais international qui a joué pour le Liverpool Football Club dans la première partie du XXe siècle.

## Biographie
Longworth est né à Halliwell, Bolton, Lancashire (Angleterre). Il a rejoint les Bolton Wanderers en première division dans le Lancashire Combination en 1908 de Hyde FC et déménage alors vers Londres signant pour Clapton Orient (devenu Leyton Orient FC). Le manager de l'époque Tom Watson signe le joueur en 1910. Ephraim Longworth fait ses débuts avec le club le 19 septembre 1910 dans un match de première division contre Sheffield United FC.
Longworth est apparu 370 fois avec l'équipe des Reds mais n'a marqué aucun but pour le club résidant à Anfield. Il joue pour le club jusqu'à 40 ans. Ephraim a été le premier joueur de Liverpool à avoir la distinction d'être capitaine de l'équipe nationale d'Angleterre lors de sa seconde sélection en 1921 contre la Belgique, match remporté par l'Angleterre 2-0. Ses débuts avec l'équipe nationale ont lieu en 1920 lors d'un match Angleterre-Écosse, que l'Angleterre remporta 5-4 après avoir été mené 2-4. Longworth a été sélectionné cinq fois avec l'équipe d'Angleterre et n'a pas perdu de match international.
Durant sa période à Liverpool, Longworth et le LFC remportent les championnats 1921-22 et 1922-23. Il participe à la finale de FA Cup 1914, lors de la défaite 1-0 du Liverpool FC contre Burnley devant le roi George V.
Plus de 17 ans après son premier match avec Liverpool, Longworth réalise son dernier match avec Liverpool le 21 avril 1928 lors d'une défaite 2-0 contre Birmingham City FC.
Après s'être retiré en 1928, Longworth resta à Liverpool avec un rôle dans l'entrainement. Ephraim meurt en 1968 et reste à jamais une des légendes de Liverpool.